# Veldwetboek

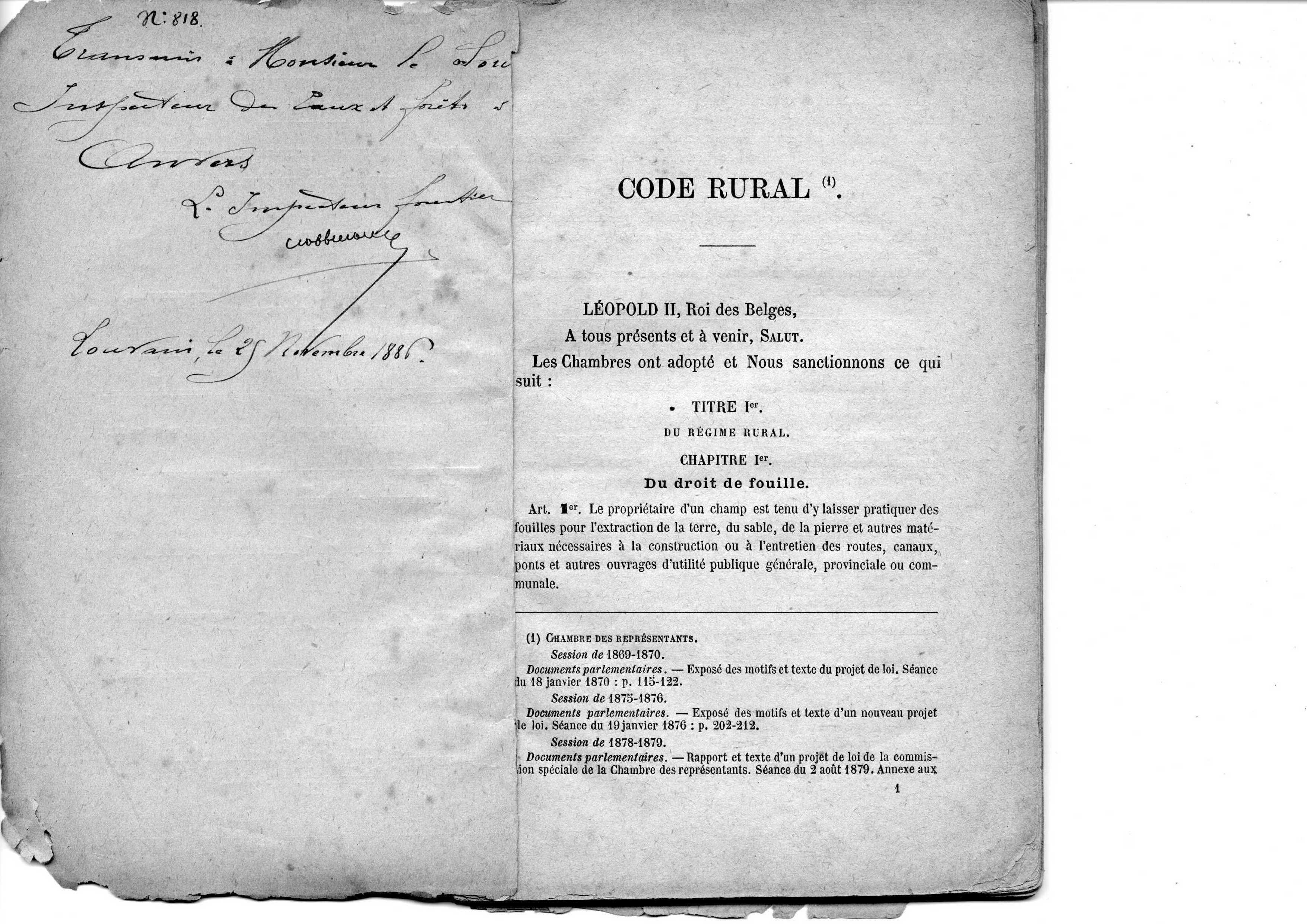
Oudste uitgave van het Veldwetboek (1886).

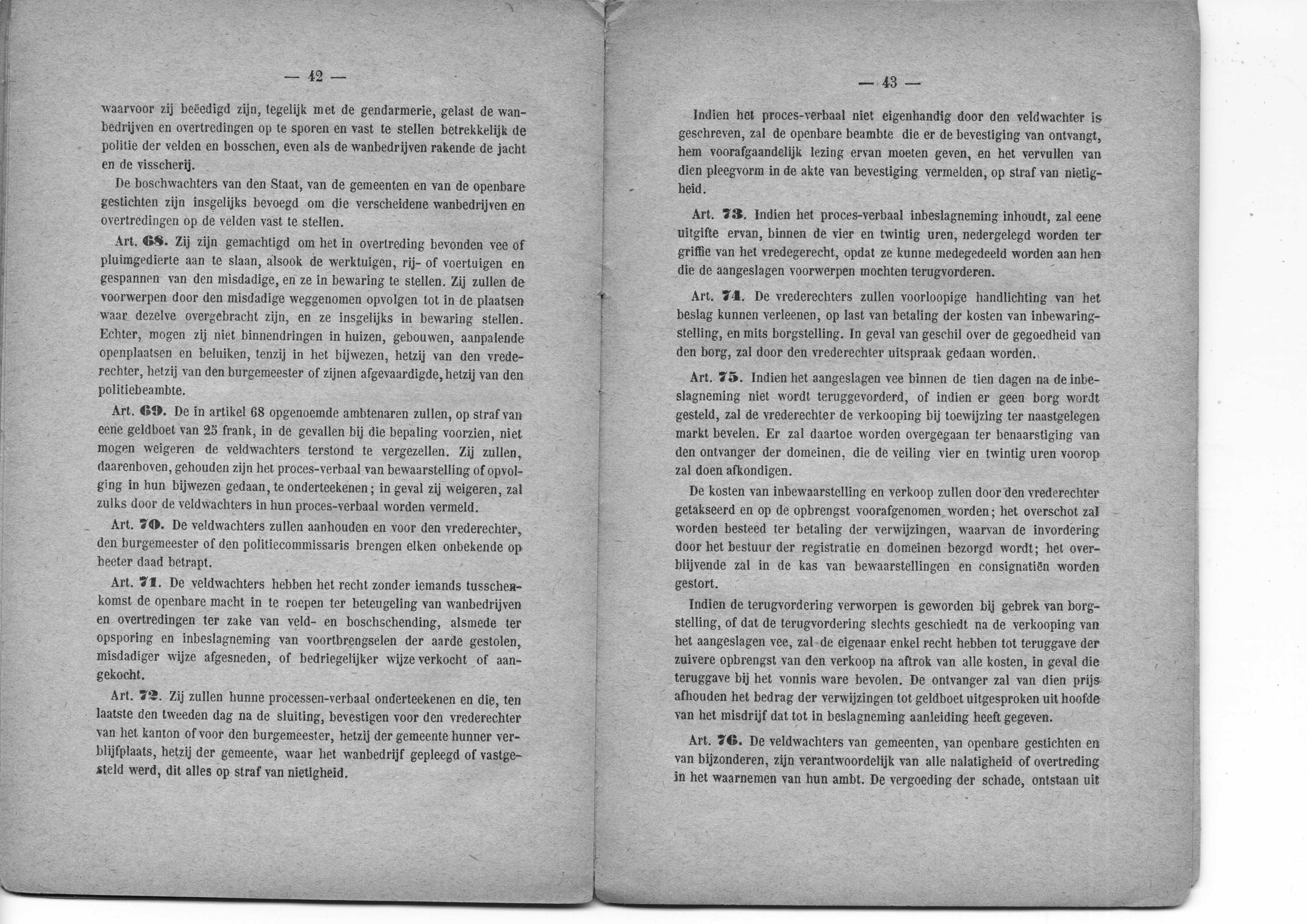
Artikelen 68 tot en met 75 van het Veldwetboek (1886).

Het Veldwetboek (Veldw.) van 7 oktober 1886 is een Belgisch wetboek dat een aantal rechten en verplichtingen regelt met betrekking tot nabuurschapsproblemen op het platteland. Daarnaast omvat het Veldwetboek verplichtingen tegenover de overheid evenals politionele bepalingen.
Ondanks de vele wijzigingen die het Veldwetboek ondergaan heeft in de loop van de tijd, heeft het deels een archaïsch karakter behouden. In het verleden werd deze wet aangeduid als Landelijk Wetboek. De Nederlandse tekst van het Veldwetboek werd vastgelegd door de wet van 8 april 1969.

## Plattelandsregeling

### Het graafrecht (art. 1 tot 10 Veldw.)
De eigenaar van een grondstuk moet gedogen dat er graafwerk op verricht wordt om er zoveel aarde, zand, steen en ander materiaal uit te halen als nodig is voor het aanleggen of onderhouden van wegen, vaarten, bruggen en andere werken van algemeen openbaar nut.
Het graafrecht mag slechts worden uitgeoefend zo voldaan is aan bepaalde voorwaarden zoals plaats van de graafwerken, procedure en schadevergoeding.
De door de bezitneming veroorzaakte schade wordt geregeld volgens het gemeen recht. Indien de grond langer dan een maand in bezit gehouden wordt, is de eigenaar gerechtigd de onteigening ervan te vorderen. In dat geval wordt de schadeloosstelling geregeld met inachtneming van de vormen voorgeschreven bij de wetgeving op de onteigening ten algemene nutte.
In geval van onenigheid over de vergoeding wordt de zaak in eerste instantie berecht door de vrederechter van het kanton waar het graafwerk verricht wordt.

### Gewassen, veldvruchten, bijen (art. 11 tot 14 Veldw.)
Alleen bejaarden, gebrekkigen, vrouwen en kinderen beneden twaalf jaar mogen van zonsopgang tot zonsondergang aren lezen en naharken in de plaatsen waar zulks gebruikelijk is en slechts in niet-omheinde, op het grondgebied van hun gemeente gelegen velden waar de oogst geheel ingezameld en weggehaald is. Aren lezen mag slechts met de hand geschieden; naharken met behulp van een hark met ijzeren tanden is verboden.
De deputatie van de provincieraad is bevoegd om, op verzoek van gemeentebesturen of van bijzondere personen, te gelasten dat klopjachten in bossen van gemeenten of van bijzondere personen worden gehouden ter verdelging van wolven en everzwijnen. Het houden van deze klopjachten van overheidswege mag alleen worden gelast wanneer de eigenaars of huurders van de jacht door de deputatie aangemaand zijn om zelf klopjachten te houden en hieraan binnen de gestelde termijn geen gevolg hebben gegeven.
De eigenaar van een bijenzwerm heeft het recht er opnieuw bezit van te nemen, zolang hij niet opgehouden heeft hem te volgen of terug te vorderen. Anders behoort de zwerm toe aan de eerste bezitnemer en, bij gebreke van een eerste bezitnemer, aan hem die de eigendom of het genot heeft van de grond waarop de zwerm zich heeft neergezet.

### Bevloeiing en drooglegging (art. 14 tot 19 Veldw.)
Iedere eigenaar die ter bevloeiing van zijn erf gebruik wil maken van natuurlijk of kunstmatig gewonnen water waarover hij het recht heeft te beschikken, kan tegen billijke en voorafgaande schadeloosstelling het recht verkrijgen om dit water over de tussengelegen erven te leiden.
De eigenaars van de lager gelegen erven moeten het water van de aldus bevloeide gronden ontvangen, met dien verstande dat hun een vergoeding verschuldigd kan zijn.
Dit recht om water over de tussengelegen erven te leiden kan onder dezelfde voorwaarden worden verleend aan de eigenaar van een moeras of van een geheel of gedeeltelijk overstroomde grond om het schadelijke water afloop te geven, alsmede aan de eigenaar van een vochtige grond die door middel van ondergrondse leidingen of van greppels moet worden drooggemaakt.
Iedere eigenaar die tot bevloeiing van zijn eigendom gebruik wil maken van het water waarover hij het recht heeft te beschikken, kan tegen billijke en voorafgaande schadeloosstelling het recht verkrijgen om de voor zijn watervang noodzakelijke kunstwerken te doen rusten op het erf van de aangelande van de andere oever. Die kunstwerken moeten derwijze worden gebouwd en onderhouden dat zij geen schade berokkenen aan de naburige erven. Gebouwen, alsmede binnenplaatsen en tuinen die aan een woning palen, zijn aan deze erfdienstbaarheid niet onderworpen.
Geschillen betreffende de vestiging van nodige dienstbaarheden, de bepaling van de loop, de afmetingen en de vorm van de waterleiding, de bouw en het onderhoud van de kunstwerken voor de watervang, de verandering van reeds bestaande werken en de vergoeding van de eigenaar van het erf waardoor het water loopt, of dat het aflopend water ontvangt, of waarop het kunstwerk rust, worden gebracht voor de vrederechter van het kanton waar de erfdienstbaarheid gelegen is. De rechter moet het belang van het werk overeenbrengen met de eerbiediging van het eigendomsrecht.

### Klauwengang en stoppelweide (art. 23 tot 28 Veldw.)
Het recht van klauwengang en stoppelweide was een erfdienstbaarheid van feodale oorsprong. Het recht van stoppelweide, ook vrijweiderecht genoemd, was een recht dat toeliet aan de inwoners van een gemeente of een gehucht om hun dieren op elkanders onafgesloten gronden te laten weiden gedurende de tijd waarop de teelten niet in groei waren. Als het recht werd uitgeoefend tussen twee of meer gemeenten, werd het klauwengang genoemd.
Deze rechtsfiguur werd afgeschaft door de wet van 4 december 1961.

### Afsluiting vaneigendommen(art. 29 en 30 Veldw.)
Tot 1 september 2021 bepaalde het Veldwetboek dat iedere eigenaar zijn erf mocht afsluiten overeenkomstig de bepalingen van het Oud Burgerlijk Wetboek. Hij die tot afsluiting van zijn erf een niet-gemene sloot wilde graven, moest tussen die sloot en het naburig erf half zoveel afstand laten als de sloot diep was. Was het naburig erf een stuk bouwland of een hellend terrein, dan moet de afstand even groot zijn als de sloot diep was. De sloten werden zo aangelegd dat zij een glooiing hebben aan de kant van de nabuur en de afloop van het water niet belemmerden.
Vanaf 1 september 2021 werden deze bepalingen afgeschaft. De regels over de afsluiting van eigendommen werden hervormd en overgeheveld naar de artikelen 3.103 tot 3.131 van het Burgerlijk Wetboek.

### Afstand voor beplantingen (art. 30 tot 35 Veldw.)
Artikel 31 Veldw. regelde het ladderrecht, dat sinds 1 september 2021 wordt geregeld in art. 3.67 van het Burgerlijk Wetboek.
Wanneer een levende haag tot afsluiting diende, moest zij, bij gebreke van een hiermee strijdig gebruik, op ten minste vijftig centimeter van de scheidingslijn staan. Iedere andere afsluiting mocht op de uiterste grens van het eigendom worden geplaatst.
Hoogstammige bomen mochten slechts op een door vast en erkend gebruik bepaalde afstand geplant worden; bij ontstentenis van zodanig gebruik mochten hoogstammige bomen slechts op twee meter, andere bomen en levende hagen slechts op een halve meter van de scheidingslijn tussen twee erven worden geplant.
Fruitbomen van welke soort ook mochten als leibomen, aan elke kant van de muur tussen twee erven, geplant worden zonder dat een afstand in acht wordt genomen. Was die muur niet gemeen, dan had alleen de eigenaar het recht hem als steun voor zijn leibomen te gebruiken.
Vanaf 1 september 2021 werden deze bepalingen afgeschaft. De regels over de afstand voor beplantingen werden hervormd en overgeheveld naar artikel 3.133 van het Burgerlijk Wetboek.

### Afbakening van landbouw- en bosbouwzones (art. 35bistot 37 Veldw.)
Wanneer ten minste de helft van de eigenaars of exploitanten die op het gebied van een gemeente gronden bezitten of in bedrijf hebben, er uit eigen beweging of op vraag van het college van burgemeester en schepenen om verzoeken, is de gemeenteraad gehouden binnen twaalf maanden de gedeelten van het gemeentelijk grondgebied af te bakenen, die in beginsel onderscheidenlijk voor landbouw en voor bosbouw worden bestemd. Het college moet die vraag stellen wanneer erom verzocht wordt door ten minste drie eigenaars of exploitanten die op het grondgebied van de gemeente samen ten minste tien hectare bezitten of in bedrijf hebben.
Deze bepaling en de ermee verbonden procedures zijn in de praktijk opgeheven door de regelgeving ruimtelijke ordening waaronder de vastlegging van de Gewestplannen en sinds 1999 de ruimtelijke uitvoeringsplannen of RUP’s.
In de voor de landbouw bestemde gedeelten van het grondgebied is bosaanplanting verboden op minder dan zes meter (voordien twee meter) van de scheidingslijn tussen twee erven; bovendien is vergunning van het college van burgemeester en schepenen vereist voor bebossing. Het Departement Landbouw en Visserij evenals het Agentschap voor Natuur en Bos van de Vlaamse overheid hebben een adviserende rol (Vlaams decreet 7 december 2007). Het college beslist binnen dertig dagen na de indiening van de aanvraag. Doet het dit niet binnen die termijn, dan wordt de vergunning geacht verleend te zijn. De weigering van de vergunning is met redenen
omkleed; binnen een maand na de kennisgeving kan beroep worden ingesteld bij de bestendige deputatie. De bepaling aangaande het bosvrij houden van een strook van zes meter is eveneens van toepassing op de voor bosbouw bestemde zone, langs de voor landbouw bestemde zone.
De nabuur kan de rooiing eisen van bomen, hagen, heesters en struiken die op een kortere afstand geplant zijn dan de wet bepaalt. Op vordering van het college van burgemeester en schepenen of van iedere belanghebbende beveelt de rechtbank de rooiing van de aanplanting die met overtreding van voorgaande bepaling van dit Wetboek is gedaan of behouden. Het vonnis beveelt dat, indien de rooiing niet binnen de gestelde tijd is geschied, de gemeente of de eiser voor de tenuitvoerlegging zullen zorgen op kosten en voor risico van de overtreder.
Degene over wiens eigendom takken van bomen van een nabuur hangen, kan de nabuur noodzaken die takken af te snijden. Vruchten die vanzelf op het eigendom van de nabuur vallen, behoren de nabuur toe. Degene op wiens erf wortels doorschieten, mag ze aldaar zelf weghakken. Het recht om de wortels weg te hakken of de takken te doen afsnijden verjaart niet.
Vanaf 1 september 2021 werden deze bepalingen afgeschaft, met uitzondering van art. 35bis.

### Grondbepaling en afpaling (art. 38 tot 47 Veldw.)
De in het Burgerlijk Wetboek bedoelde afpaling wordt op het terrein aangegeven op de wijze en met behulp van de uiterlijke tekens, tussen de betrokken partijen overeengekomen, en moet bovendien blijken uit een proces-verbaal en een plan, die in twee genummerde exemplaren door partijen ondertekend worden en in hun bezit blijven om hun tot titel te dienen. Ingeval de eigenaar van een goed dat grenst aan het goed van een eigenaar die de afpaling heeft gevraagd, weigert binnen de door de vrederechter gestelde termijn aan de afpalingsverrichtingen deel te nemen, kan de rechter een deskundige aanstellen, die bij de verrichtingen aanwezig zal zijn en in de plaats van de onwillige eigenaar het proces-verbaal zal ondertekenen. Deze regel is mede van toepassing op de eisen tot afpaling van eigendommen die grenzen aan eigendommen van een gemeente, een provincie, de Staat of een openbare instelling.
Vanaf 1 september 2021 werden de artikelen 38 en 39 afgeschaft. De regels uit deze bepalingen werden hervormd en overgeheveld naar artikel 3.61 van het Burgerlijk Wetboek.

## Veldpolitie

### Algemene bepalingen (art. 48 tot 50 Veldw.)
Eens of zo nodig meer dan eens in het jaar worden ovens en schoorstenen door of vanwege de burgemeester geschouwd. Deze geeft de nodige bevelen om ze met bekwame spoed, al naar het geval te doen reinigen, herstellen of slopen, onverminderd de in het Strafwetboek bepaalde straffen.
Wanneer een in de landbouw werkzaam persoon wegens een strafbaar feit aangehouden wordt terwijl hij, met behulp van dieren, ploeg of enig ander werk verricht of terwijl hij een kudde hoedt, treft de burgemeester dadelijk voorzieningen voor het onderhoud en de veiligheid van de dieren.
Overeenkomstig artikel 50 van het Veldwetboek waakt de burgemeester over de stipte uitvoering van de wetten en verordeningen betreffende:

1° de gemeenteweide, het aren lezen en het naharken;

2° de vermeerdering en verbetering van de rassen van alle diersoorten die nuttig zijn voor de landbouw;

3° de bescherming en het behoud van dieren en vogels die nuttig zijn voor de landbouw;

4° de verdelging van dieren die schadelijk en gevaarlijk zijn voor de kudden;

5° de verdelging van dieren en insecten die schadelijk zijn voor de veldvruchten;

6° de uitroeiing van distels en andere gewassen die schadelijk zijn voor de landbouw;

7° de middelen om besmettelijke ziekten te voorkomen en te stuiten bij alle diersoorten die nuttig zijn voor de landbouw.

### Veldwachters (art. 51 tot 60 Veldw.)
De functie van veldwachter werd afgeschaft door de wet van 11 februari 1986 op de gemeentepolitie.

### Bijzondere veldwachters (art. 61 tot 65 Veldw.)
Openbare instellingen en bijzondere personen hebben het recht bijzondere veldwachters aan te stellen om hun vruchten en gewassen, de vruchten en gewassen van hun pachters of huurders en hun eigendommen van welke aard ook te beschermen, alsmede om hun vis- en jachtterreinen te bewaken.
Die wachters zijn bekleed met de hoedanigheid van officier van gerechtelijke politie in de gevallen waarvoor ze bevoegd zijn om misdrijven op te sporen en vast te stellen. De aanstellers zijn gehouden hen door de provinciegouverneur te doen erkennen, de arrondissementscommissaris en de procureur des Konings gehoord, en in de benoemingsakte de aard en de ligging aan te wijzen van de goederen die zij bewaken.
De bijzondere veldwachters mogen gewapend zijn met geweren met meer dan één schot. Zij treden in dienst na in handen van de vrederechter van het kanton van hun verblijfplaats de volgende eed te hebben afgelegd: Ik zweer getrouwheid aan de Koning, gehoorzaamheid aan de Grondwet en aan de wetten van het Belgische volk.
Zij zijn bovendien gehouden hun aanstelling en de akte van hun beëdiging te doen registreren op de griffie van de vredegerechten van het grondgebied waar zij hun ambt waarnemen. De gouverneur kan de erkenning van de bijzondere veldwachters intrekken; zij worden vooraf gehoord.
Er kunnen verdere regels bepaald worden inzake de wijze van aanstelling, opleiding, het uniform, de kentekens, legitimatiekaart, bewapening, leeftijdsvoorwaarden, onverenigbaarheden en nationaliteitsvoorwaarde van de bijzondere veldwachters.
In tegenstelling tot het ambt van bijzonder veldwachter, wordt het ambt van bijzonder boswachter, dat een wettelijke grondslag heeft in artikel 177 van het Boswetboek, nog weinig uitgeoefend.

### Opsporing van wanbedrijven en overtredingen (art. 66 tot 78 Veldw.)
De politieambtenaren van de lokale politie zijn belast met het opsporen en vaststellen van wanbedrijven en overtredingen inzake veld- en bospolitie, alsmede van jacht- en visserijmisdrijven, op het grondgebied waarvoor zij beëdigd zijn. Thans worden deze bevoegdheden mede via het milieuhandhavingsdecreet geregeld.
De boswachters (in het Vlaamse Gewest: de natuurinspecteurs) zijn eveneens bevoegd om die verschillende wanbedrijven en overtredingen in het veld vast te stellen.
Zij zijn gemachtigd om het in overtreding aangetroffen vee of pluimgedierte, alsook de werktuigen, voertuigen en gespannen van de schuldige in beslag te nemen en in bewaring te stellen. Zij volgen de door de schuldige weggenomen voorwerpen tot in de plaatsen waar deze heengebracht zijn en stellen ze eveneens in bewaring. Zij mogen echter de huizen, gebouwen, binnenplaatsen en omheinde erven die eraan palen, niet betreden dan in aanwezigheid van een officier van gerechtelijke politie, hulpofficier van de procureur des Konings .
In de gewettigde gevallen mogen de boswachters/natuurinspecteurs, niet weigeren, de leden van de lokale politie of van de federale politie, die hun aanwezigheid vorderen, te vergezellen. Ze zijn bovendien gehouden de in hun aanwezigheid opgemaakte processen-verbaal te ondertekenen; in geval zij weigeren, wordt hiervan melding gemaakt in deze processen- verbaal.
Wanneer hun middelen ontoereikend blijken, hebben de bijzondere veldwachters het recht om de bijstand van de politieambtenaren van de lokale politie te vragen tot beteugeling van wanbedrijven en overtredingen inzake veld- of bospolitie alsook tot opsporing en inbeslagneming van de voortbrengselen van de bodem die gestolen of wederrechtelijk afgesneden dan wel bedrieglijk verkocht of gekocht zijn. gemeentepolitie, als officier van gerechtelijke politie, en de bijzondere veldwachters, het recht om de politie rechtstreeks te vorderen tot beteugeling van wanbedrijven en overtredingen inzake veld- of bospolitie, alsook tot opsporing en inbeslagneming van de voortbrengselen van de bodem die gestolen of wederrechtelijk afgesneden dan wel bedrieglijk verkocht of gekocht zijn.
Wanneer het proces-verbaal een inbeslagneming inhoudt, wordt binnen vierentwintig uren een uitgifte ervan neergelegd ter griffie van de politierechtbank om meegedeeld te kunnen worden aan hen die de in beslag genomen voorwerpen terugvorderen.
De rechters in de politierechtbank kunnen voorlopige opheffing van het beslag verlenen, onder verplichting om de kosten van inbewaringstelling te betalen en borg te stellen. Indien de gegoedheid van de borg betwist wordt, beslist de rechter in de politierechtbank. Indien het in beslag genomen vee binnen tien dagen na de inbewaringstelling niet wordt teruggevorderd of indien geen borg gesteld wordt, beveelt de politierechtbank de veiling op de naastbij gelegen markt. Die veiling geschiedt door de zorg van de ontvanger der domeinen, die ze vierentwintig uren tevoren bekendmaakt.
De bijzondere veldwachters van openbare instellingen en bijzondere personen zijn aansprakelijk voor elke nalatigheid of overtreding in de uitoefening van hun bediening. Zij kunnen worden veroordeeld tot betaling van de vergoedingen verbonden aan de misdrijven die zij niet behoorlijk hebben vastgesteld.

### Vervolging van wanbedrijven en overtredingen (art. 79 tot 85 Veldw.)
De vervolging van wanbedrijven en overtredingen geschiedt overeenkomstig de regels van het Wetboek van Strafvordering, behoudens de door het tegenwoordige wetboek ingevoerde wijzigingen. Een proces-verbaal, opgemaakt en behoorlijk ondertekend door een van de daartoe bevoegde ambtenaren, agenten of aangestelden, geldt als bewijs van de daarin vastgestelde materiële feiten, zolang het tegendeel niet is bewezen. Het proces-verbaal wordt binnen drie dagen gezonden aan de procureur des Konings. De rechtsvorderingen tot herstel van de in dit wetboek omschreven wanbedrijven en overtredingen verjaren, zowel ten aanzien van de strafoplegging als van de teruggave en schadevergoeding, door verloop van zes maanden, te rekenen van de dag waarop het wanbedrijf of de overtreding is gepleegd. Deze bepalingen gelden niet voor de misdrijven, door de politieambtenaren van de lokale politie en door de veldwachters van openbare instellingen of bijzondere personen begaan in de uitoefening van hun bediening. Te hunnen opzichte gelden de verjaringstermijnen van de gewone wetten van strafvordering.

### Misdrijven en straffen (art. 86 tot 92 Veldw.)
Deze artikelen stellen inbreuken op het Veldwetboek strafbaar.
De in dit wetboek niet omschreven wanbedrijven en overtredingen waardoor landelijke eigendommen van welke aard ook worden geschonden, zijn strafbaar met de straffen daarop gesteld door het Strafwetboek en de andere geldende wetten.